# American Music Awards 1986
Die dreizehnten American Music Awards wurden von der American Broadcasting Company (ABC) am 27. Januar 1986 ausgestrahlt. Die Veranstaltung fand im Shrine Auditorium in Los Angeles, Kalifornien statt. Moderatorin war Diana Ross.

## Gewinner und Nominierte
| Kategorie                                     | Gewinner                                     | Nominierungen                                                                         |
| --------------------------------------------- | -------------------------------------------- | ------------------------------------------------------------------------------------- |
| Pop/Rock Category                             |                                              |                                                                                       |
| Favorite Pop/Rock Male Artist                 | Bruce Springsteen                            | Phil Collins Prince                                                                   |
| Favorite Pop/Rock Female Artist               | Tina Turner                                  | Madonna Whitney Houston                                                               |
| Favorite Pop/Rock Band/Duo/Group              | Chicago                                      | Kool & The Gang Tears for Fears                                                       |
| Favorite Pop/Rock Album                       | Bruce Springsteen – Born in the U.S.A.       | Phil Collins – No Jacket Required Madonna – Like a Virgin                             |
| Favorite Pop/Rock Song                        | Huey Lewis & the News – The Power of Love    | Dire Straits – Money for Nothing Wham! – Careless Whisper                             |
| Favorite Pop/Rock Video                       | Huey Lewis & the News – The Power of Love    | a-ha – Take on Me Philip Bailey feat. Phil Collins – Easy Lover                       |
| Favorite Pop/Rock Male Video Artist           | Bruce Springsteen                            | Phil Collins Huey Lewis                                                               |
| Favorite Pop/Rock Female Video Artist         | Pat Benatar                                  | Aretha Franklin Madonna                                                               |
| Favorite Pop/Rock Band/Duo/Group Video Artist | Wham!                                        | Eurythmics Tears for Fears                                                            |
| Soul/R&B Category                             |                                              |                                                                                       |
| Favorite Soul/R&B Male Artist                 | Stevie Wonder                                | Prince Luther Vandross                                                                |
| Favorite Soul/R&B Female Artist               | Aretha Franklin                              | Whitney Houston Diana Ross                                                            |
| Favorite Soul/R&B Band/Duo/Group              | Kool & The Gang                              | New Edition Ready for the World                                                       |
| Favorite Soul/R&B Album                       | Kool & The Gang – Emergency                  | Whitney Houston – Whitney Houston Luther Vandross – The Night I Fell in Love with You |
| Favorite Soul/R&B Song                        | Whitney Houston – You Give Good Love         | The Commodores – Nightshift Freddie Jackson – You Are My Lady                         |
| Favorite Soul/R&B Video                       | Whitney Houston – Saving All My Love for You | Aretha Franklin – Freeway of Love Ready for the World – Oh Sheila                     |
| Favorite Soul/R&B Male Video Artist           | Stevie Wonder                                | Philip Bailey & Phil Collins Prince                                                   |
| Favorite Soul/R&B Female Video Artist         | Aretha Franklin                              | Whitney Houston Sade                                                                  |
| Favorite Soul/R&B Band/Duo/Group Video Artist | The Pointer Sisters                          | Ashford & Simpson Kool & The Gang                                                     |
| Country Category                              |                                              |                                                                                       |
| Favorite Country Male Artist                  | Willie Nelson                                | Lee Greenwood Hank Williams Jr.                                                       |
| Favorite Country Female Artist                | Crystal Gayle                                | Anne Murray Dolly Parton                                                              |
| Favorite Country Band/Duo/Group               | Alabama                                      | The Judds The Oak Ridge Boys                                                          |
| Favorite Country Album                        | Alabama – 40-Hour Week                       | Willie Nelson – City of New Orleans Ricky Skaggs – Country Boy                        |
| Favorite Country Song                         | Willie Nelson – Forgiving You Was Easy       | Alabama – There’s No Way Lee Greenwood – Dixie Road                                   |
| Favorite Country Video                        | The Highwaymen – The Highway Man             | Alabama – 40-Hour Week Hank Williams Jr. – All My Rowdie Friends                      |
| Favorite Country Male Video Artist            | Hank Williams Jr.                            | Lee Greenwood Ricky Skaggs                                                            |
| Favorite Country Female Video Artist          | Crystal Gayle                                | Janie Fricke Anne Murray                                                              |
| Favorite Country Band/Duo/Group Video Artist  | The Highwaymen                               | Alabama The Oak Ridge Boys                                                            |
| Ehrenpreis                                    |                                              |                                                                                       |
| Paul McCartney                                |                                              |                                                                                       |
| Award of Appreciation                         |                                              |                                                                                       |
| Michael Jackson                               |                                              |                                                                                       |
| Song of the Year                              |                                              |                                                                                       |
| We Are the World (USA for Africa)             |                                              |                                                                                       |